# Agnieszka Bodys
Agnieszka Bodys (ur. 21 lutego 1976 w Złotowie) – polska siatkarka 
grająca na pozycji przyjmującej. 

## Kariera
- Sparta Złotów
- Nafta-Gaz Piła
- AZS Białystok
- AZS KSZO Ostrowiec Świętokrzyski
- PLKS Pszczyna

## Sukcesy
- 4-te miejsce w ekstraklasie kobiet (z drużyną PTPS Nafta-Gaz Piła)
- 6-te miejsce w ekstraklasie kobiet (z drużyną PTPS Nafta-Gaz Piła)